# Hairenik
Hairenik (arménien : Հայրենիք, littéralement « Patrie ») est un journal en langue arménienne de la communauté arménienne des États-Unis publié depuis 1899.

## Historique
Hairenik est fondé le 1er mai 1899 à New York par des membres de la Fédération révolutionnaire arménienne. Un an plus tard, le siège du journal s'installe à Boston, où il reste jusqu'en 1986. Progressivement, le journal augmente sa fréquence de publication : tous les deux jours en juin 1913, quotidiennement à partir de décembre 1915. Pendant et surtout dans les années qui suivent le génocide arménien, le journal publie des annonces de rescapés à la recherche de membres de leur famille disparus.
Au cours de son histoire, des personnalités arméniennes de premier plan dirigent ou écrivent dans le journal, à l'image d'Archag Vramian, Siamanto, Simon Vratsian ou encore William Saroyan. Ce dernier y publie ses premiers écrits en anglais sous le pseudonyme de Sirak Goryan, notamment A Fist Fight for Armenia (numéros 6388-6389 des 9-10 mai 1933), puis A Broken Wheel (numéros 6409-6411 des 3-6 juin 1933).
En juin 1932, Hairenik décide de se doter d'une section en langue anglaise. Cette section rencontre un succès tel qu'en mars 1934, elle devient un journal à part entière : Hairenik Weekly.
En 1986, le siège du journal déménage en banlieue de Boston, à Watertown. En 1991, le journal est obligé de devenir un hebdomadaire du fait du déclin de son lectorat.
En 2000, le journal fête son centième anniversaire.

## Liste des rédacteurs-en-chef[3]
- 1899-1900 : Tovmas Tcharchafdjian (hyw)
- 1900-1907 : Archag Vramian
  - 1904 : Aram Achod
- 1907-1908 : Nchan Tachdjian (hyw)
- 1909-1911 : Siamanto et Haroutioun Chakmakjian (en)
- 1911-1914 : Simon Vratsian
- 1914-1916 : Manoug Hampartsoumian (hyw)
- 1916-1918 : Meroujan Ozanian
- 1918-1922 : Sahag Tchtchian, Nchan Desdegoulian et Minas Veradzin (hyw)
- 1922-1968 : Roupen Tarpinian (en)
  - 1948-1952 : Valat Valatian et Vartkès Aharonian (hy)
  - 1952-1963 : Kourken Mkhitarian
  - 1963-1968 : Yervant Khatanassian
- 1960-1978 : Khosrov Nerséssian
- 1968-1979 : Minas Tololian
- 1976-1996 : Kévork Donabédian (hyw)
  - 1989-1993 : Vatché Proudian (hyw)
- 1995-1999 : Vahakn Karakachian
- 1999-2008 : Khadjag Meguerditchian

## Numérisation
Depuis 2017, les numéros de Hairenik et de The Armenian Weekly sont en cours de numérisation.